# سوپرجام فوتبال ایتالیا ۲۰۰۹

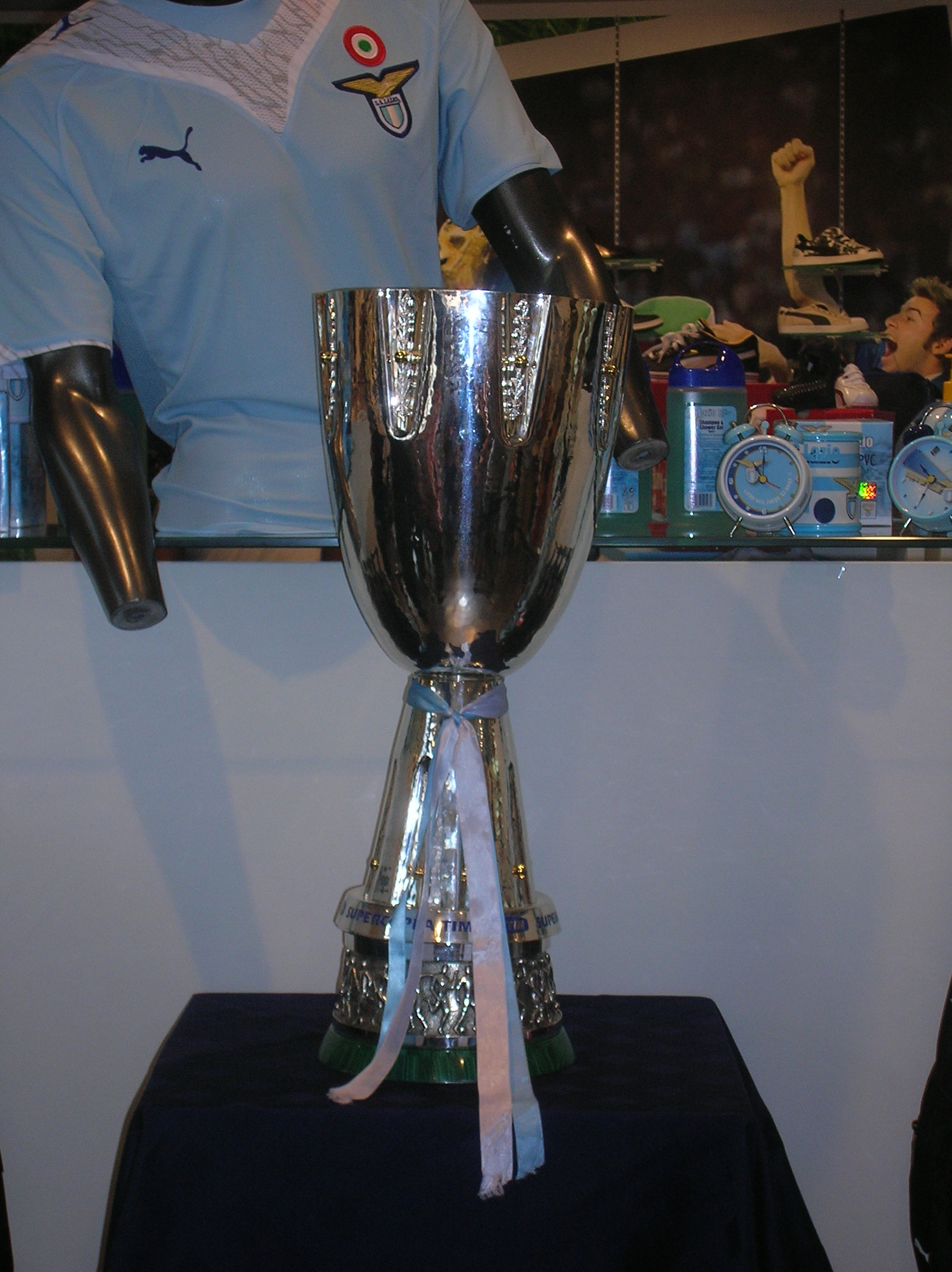
کاپ قهرمانی سوپر جام فوتبال ایتالیا ۲۰۰۹ در گالری لاتزیو

سوپر جام فوتبال ایتالیا ۲۰۰۹ (انگلیسی: 2009 Supercoppa Italiana) بیست و دومین دورهٔ مسابقهٔ سوپر جام فوتبال ایتالیا بود که بین قهرمان سری آ و قهرمان جام حذفی فوتبال ایتالیا برگزار شد.
این دیدار در تاریخ ۸ اوت ۲۰۰۹ برگزار شد و لاتزیو به مقام قهرمانی دست یافت.

## تیم‌ها
- اینتر میلان: قهرمان سری آ فصل ۰۹–۲۰۰۸
- لاتزیو: قهرمان جام حذفی ایتالیا فصل ۰۹–۲۰۰۸